# Сигурими
Директорат за државну безбедност (алб. Drejtoria e Sigurimit të Shtetit) или уобичајено Сигурими (алб. Sigurimi) је била служба за државну безбедност, обавештајне активности и тајна полиција Социјалистичке Народне Републике Албаније. Сврха ове службе је званично била заштита Албаније од опасности али у пракси је коришћена за контролу становништва и одржавање државног апарата.
Године 2008. Парламент Албаније расправљао је о отварању такозваних досијеа Сигуримија, али се Социјалистичка партија Албаније томе супротставила.

## Активности
Мисија Сигуримија је била спречавање контрареволуције и сузбијање опозиције. Неки припадници албанске емиграције су тражили помоћ Запада у напорима да се збаце комунисти крајем 1940их и почетком 1950их, али су они брзо престали да представљају озбиљну претњу режиму услед ефикасности Сигуримија.
Активности Сигуримија су биле усмерене више ка политичкој и идеолошкој опозицији него ка криминалу, осим ако би криминал постао довољно озбиљан и раширен да би почео да представља претњу режиму. Активности Сигуримија су биле толико раширене да је значајан проценат становника Албаније био испитиван од стране Сигуримија или боравио у радним логорима. Припадници Сигуримија су бирани по препоруци лојалних чланова партије, и подвргавани пажљивим политичким и психолошким проверама пре него што су примани на дужност. Имали су елитни статус и уживали су многе привилегије како би се очувала њихова поузданост и посвећеност Партији.